# Protolestes kerckhoffae
Protolestes kerckhoffae – gatunek ważki z monotypowej rodziny Protolestidae. Endemit Madagaskaru występujący we wschodniej części wyspy.